# Iwan Sołoniewicz
Iwan Łukjanowicz Sołoniewicz, ros. Иван Лукьянович Солоневич (ur. 1 listopada 1891 w Ciechanowcu, zm. 24 kwietnia 1953 w Montevideo) – rosyjski emigracyjny sportowiec, dziennikarz, publicysta, pisarz, działacz polityczno-społeczny.

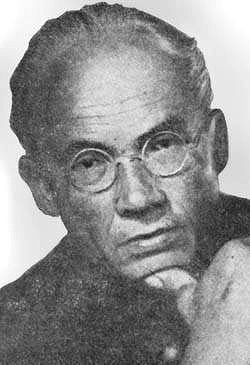
Iwan Sołoniewicz

Początkowo uczył się w gimnazjum w Grodnie, gdzie należał do polskiego „Sokoła”. Próbował zorganizować rosyjski oddział „Sokoła”, ale wkrótce organizacja rozpadła się. Następnie przeniósł się do Wilna, gdzie ukończył w 1912 roku ukończył gimnazjum. Podczas nauki pomagał ojcu w pracy dziennikarskiej, po czym sam zaczął pisać artykuły sportowe do gazety „Siewiero-Zapadnaja żyzń”. Od jesieni 1913 roku rozpoczął studia prawnicze na uniwersytecie w Petersburgu. W tym czasie pełnił funkcję sekretarza redakcji gazety „Siewiero-Zapadnaja żyzń”. Ponadto należał do Stowarzyszenia Sportowego „Sanitas”. Grał w piłkę nożną. Współtworzył w Mińsku rosyjski „Sokół”. Po wybuchu I wojny światowej zwolniono go ze studiów. Krótko pracował jako urzędnik państwowy w Grodnie, a następnie został dziennikarzem miejscowej gazety „Grodnienskije gubiernskije wiedomosti”. Od lutego 1915 roku był redaktorem gazety „Siewiero-Zapadnaja żyzń”, która wychodziła w tym czasie w Mińsku. We wrześniu tego roku z powodu sytuacji na froncie gazetę zlikwidowano. W tej sytuacji Sołoniewicz został dziennikarzem gazety „Nowoje wriemia”. Poza tym pisał artykuły do pism petersburskich. W 1916 roku został zmobilizowany do armii rosyjskiej. Służył w batalionie zapasowym lejbgwardii Pułku Keksholmskiego. Nie trafił jednak na front ze względu na problemy zdrowotne, niosąc służbę w warsztatach na tyłach. W styczniu 1917 roku zwolniono go z armii. W lutym tego roku powrócił na studia. Ponadto z powrotem został dziennikarzem gazety „Nowoje wriemia”. Po rewolucji lutowej 1917 roku zajmował się różnymi zajęciami (m.in. był członkiem milicji studenckiej). W ten sposób nawiązał kontakty z rosyjskim kontrwywiadem. Podczas tzw. puczu korniłowskiego latem 1917 roku zwrócił się do atamana Aleksandra Dutowa z propozycją pomocy ze strony oddziałów studenckich.

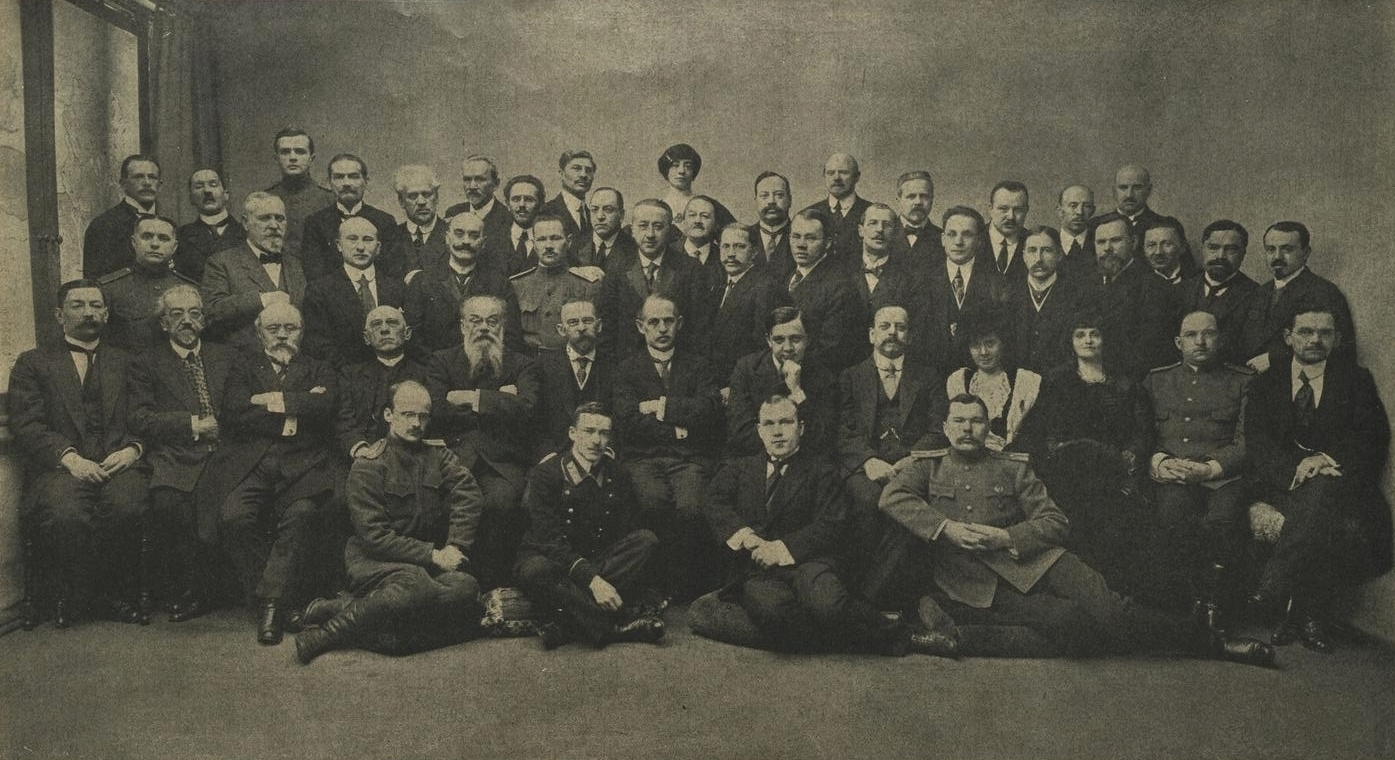
Grupa pracowników „Nowych Czasów”, 1916. I. L. Sołoniewicz w drugim rzędzie (stojący), ósmy od prawej

Po rewolucji bolszewickiej wyjechał do Kijowa, gdzie związał się z Białymi. Współpracował ze służbami wywiadowczymi, wypełniając różne tajne misje. Od września 1919 roku pracował w gazecie „Wieczernije ogni”. Pod koniec 1919 roku przeniósł się do Odessy, gdzie znalazł pracę w redakcji gazety „Syn Otieczestwa”. Podczas ewakuacji wojsk Białych generała Antona Denikina na Krym w styczniu 1920 roku zachorował na tyfus, w związku z czym pozostał w zajętym przez bolszewików mieście. Zaangażował się w działalność tajnej grupy antybolszewickiej, wykrytej przez Czeka w czerwcu tego roku. Sołoniewicz trafił do więzienia, ale wypuszczono go trzy miesiące później. Następnie przybył do Ananjewa w rejonie Odessy, gdzie wraz z bratem zorganizował trupę cyrkową. Latem 1921 roku powrócił do Odessy, zostając robotnikiem. W 1922 roku objął funkcję instruktora w spółdzielni 51 Dywizji Strzeleckiej. Jednocześnie kierował faktycznie pierwszym odeskim klubem sportowym. Był następnie instruktorem sportowym w odeskim aprowizacyjnym komitecie gubernialnym i instruktorem kultury fizycznej w odeskiej radzie kultury fizycznej. Od 1924 roku pisał artykuły w miejscowych gazetach „Krasnyj sport” i „Wiestnik fiziczeskoj kultury”. Jesienią 1925 roku został przewodniczącym sekcji lekkoatletycznej komitetu naukowo-technicznego wyższej rady kultury fizycznej w Moskwie. Ponadto zajmował się fotoreportażem. Pisał artykuły do prasy sportowej. Był autorem kilku prac dotyczących tematyki sportu. W 1930 roku objął funkcję inspektora kultury fizycznej w stowarzyszeniu spółdzielczości przemysłowej. Odbył wiele podróży służbowych po całym ZSRR, które opisywał w reportażach.
We wrześniu 1932 roku próbował zbiec ze Związku Radzieckiego przez granicę z Finlandią, ale nie udało mu się. Podczas kolejnej próby rok później został schwytany przez OGPU w rejonie Murmańska. Po procesie skazano go na karę ośmiu lat łagrów. Osadzony został w obozie w Karelii, skąd udało mu się zbiec latem 1934 roku, co wywołało duże poruszenie wśród „białej” emigracji rosyjskiej.
Początkowo został robotnikiem w porcie w Helsinkach. Od stycznia 1935 roku zaczął pisać artykuły do miejscowego pisma rosyjskiego „Poslednije nowosti”. Potem jego artykuły były publikowane w coraz większej liczbie prasy emigracyjnej. W 1936 roku wyjechał do Bułgarii z pomocą działaczy Rosyjskiego Związku Ogólnowojskowego (ROWS). Stworzył gazetę „Gołos Truda”, przemianowanej na „Gołos Rossii”. Ponadto założył tzw. ruch sztabskapitanów, głoszący hasło walki z bolszewizmem, ale odrzucający działalność polityczną. Pod koniec 1936 roku podjął współpracę z oddziałem propagandy Rosyjskiego Ruchu Narodowego i Społecznego (RNSD). Opublikował pracę programową pt. „Biełaja impierija”. W tym samym czasie we współpracy z Narodowym Związkiem Pracujących (NTS) wydał swoją książkę pt. Rossija w koncłagierie. Sowieci prowadzili od samego początku pobytu Sołoniewicza na emigracji akcję dyskredytacji jego osoby, której kulminacją była nieudana próba zabicia za pomocą przysłanej paczki z bombą w lutym 1938 roku. W tej sytuacji przeniósł się on do Niemiec, gdzie prowadził liczne wykłady i odczyty. Wsparł utworzenie Narodowego Frontu Rosyjskiego, grupującego różne rosyjskie ugrupowania emigracyjne. Popierał głowę Rosyjskiego Domu Imperatorskiego Wielkiego Księcia Władimira Kiriłłowicza. Na przełomie 1939 i 1940 roku prowadził prace nad główną publikacją jego życia, która nosiła tytuł Narodnaja monarchija. Propagował w niej ideę rosyjskiej
samodzierżawnej monarchii, krytykując nie tylko socjalizm, ale ogólnie próby zorganizowania życia państwowego Rosji według zagranicznych ustrojów. Po ataku wojsk niemieckich na ZSRR 22 czerwca 1941 roku, skierował memorandum do Adolfa Hitlera, w którym oświadczył, że wojna przeciw Rosji i narodu rosyjskiego skończy się klęską Niemiec. Jesienią 1941 roku władze niemieckie zakazały mu politycznej i publicystycznej działalności oraz nakazały osiedlić się na Pomorzu. W rezultacie zamieszkał we wsi Alt Draheim pod Tempelburgiem. Podczas wyjazdów do Berlina nawiązał kontakt z generałem Andriejem Własowem i innymi wojskowymi Rosyjskiej Armii Wyzwoleńczej (ROA). Pomimo odrzucenia współpracy z nazistami jego prace i artykuły były wysyłane na okupowane tereny ZSRR, a także drukowane w hitlerowskich pismach. W styczniu 1944 roku Sołoniewicz ewakuował się z zagrożonego przez Armię Czerwoną Pomorza w głąb Niemiec. Po zakończeniu wojny przebywał w obozie dla dipisów w Haidenau. W 1948 roku wyemigrował do Argentyny. W Buenos Aires rozpoczął wydawanie gazety „Nasza strana”, wokół której zebrała się grupa działaczy emigracyjnych o poglądach monarchistyczno-ludowych. Współtworzył Związek Ludzi Rosyjskich im. feldmarszałka A.W. Suworowa i Ligę Związku Imperialnego. W 1950 roku przeniósł się do Urugwaju, gdzie trzy lata później zmarł.

## Twórczość
- Rosja w łagrze (Tytuł oryginału: Rossija w koncłagierie), Ośrodek KARTA, 2007, 2013, Dom Wydawniczy PWN Sp. z o.o., 2013[1]